# 221516 Bergen-Enkheim
221516 Bergen-Enkheim este o planetă minoră (asteroid), cu un diametru de , din centura de asteroizi. A fost descoperită pe 13 august 2006 la Frankfurt-Bergen-Enkheim⁠(d) de Uwe Süßenberger⁠(d). 
Obiectul prezintă o orbită caracterizată de o semiaxă mare de 1,9230260066366 UAi, o excentricitate de 0,11, o înclinație de 17,9 ° în raport cu ecliptica.